# Zelomora rhacota
Zelomora rhacota är en fjärilsart som beskrevs av Edward Meyrick 1915. Zelomora rhacota ingår i släktet Zelomora och familjen säckspinnare. Inga underarter finns listade i Catalogue of Life.